# William Gershom Collingwood
Pour les articles homonymes, voir Collingwood.
William Gershom Collingwood (6 août 1854 - 1er octobre 1932) était un écrivain, artiste, antiquaire et fut également professeur des Beaux-Arts à l'Université de Reading. Il est né à Liverpool. En 1872, il se rendit à l'university College d'Oxford, où il rencontra John Ruskin. Au cours de l'été 1873, il rendit visite à Ruskin dans son domaine de Brantwood. Deux ans plus tard, Collingwood travaillait à Brantwood avec Ruskin et ses associés. Ruskin admirait son coup de crayon, et Collingwood étudia à la Slade School of Fine Art entre 1876 et 1878. Il exposa à la Royal Academy en 1880.